# Distretto di Pamukkale
Il distretto di Pamukkale (in turco Pamukkale ilçesi) è uno dei distretti della provincia di Denizli, in Turchia.
Fino al 2012 era denominato distretto di Akköy (Akköy ilçesi) e comprendeva appena 5.392 abitanti. Con la revisione dei limiti territoriali, inglobando parte del nucleo urbano di Denizli, la popolazione è passata a	311.496 abitanti nel 2013.